# Epistolite
La epistolite è un minerale appartenente al gruppo della lamprofillite.